# Gottfried Semper
Gottfried Semper, (29. november 1803 i Hamburg – 15. maj 1879 i Rom) var en tysk arkitekt, der har opført Semperoper i Dresden.
Semper blev 1822 student i Göttingen, hvor han studerede matematik hos Carl Friedrich Gauss samt filologi og kunsthistorie hos Karl Otfried Müller. Fra 1825 studerede han arkitektur i München, men rejste i 1826 til Paris, hvor han 1827-1830 studerede hos Franz Christian Gau. Efter en studierejse til Italien og Grækenland vendte han i 1832 tilbage til Tyskland, hvor han fremsatte en teori om, at gudebillederne i det antikke Grækenland og i Rom måtte have været bemalede, og at templerne ligeledes måtte have været farvestrålende. Det gav anledning til en heftig og langvarig debat. Den senere forskning har støttet Semper i hans teori.
På Karl Friedrich Schinkels anbefaling blev Semper i 1834 ansat som professor i arkitektur ved akademiet i Dresden. Væksten i byen gav Semper mulighed for at udfolde sit talent. Han byggede først en synagoge (1838-40) og i 1841 teatret Semperoper, som harmonerer fint med den nærliggende hofkirkes barokstil.
Den 1. september 1835 giftede han sig med Bertha Thimmig. De fik seks børn.
Semper var overbevist republikaner, og sammen med sin ven Richard Wagner anførte han Majopstanden i Dresden under Revolutionerne i 1848. Efter opstanden flygtede Semper fra Dresden, som han aldrig vendte tilbage til.
De næste seks år var uden faste holdepunkter for Semper. Han havde korte ophold i flere tyske byer, flyttede til Paris, for endelig i efteråret 1850 at flytte til London. Her deltog han i udformningen af hertugen af Wellingtons kiste, men Semper fandt ingen fast beskæftigelse og skrev flere bøger.
I Schweiz ønskedes opført et polyteknisk universitet i Zürich, og Semper skulle være arkitektonisk ekspert i forbindelse med arkitektkonkurrencen. Semper forkastede dog alle forslag og endte med at tegne bygningen selv. Læreanstalten blev opført 1853 – 1864, og Semper blev ansat som professor i 1855.
I 1871 flyttede han til Wien for at deltage i opførelsen af en række monumentale bygningsværker på Ringstraße. Sammen med Karl von Hasenauer skulle han stå for opførelsen af Naturhistorisk Museum Wien og Kunsthistorisk Museum Wien, men det kom til flere og flere uoverensstemmelser mellem de to arkitekter, og i 1876 forlod Semper projektet.
Semper døde to år senere på en rejse til Italien.
1. ↑  Navnet er anført på engelsk og stammer fra Wikidata hvor navnet endnu ikke findes på dansk.